# 梅氏兵鯰
梅氏兵鯰，又称红斜纹鼠鱼，為輻鰭魚綱鯰形目美鯰科的其中一種，為熱帶淡水魚。分布於南美洲梅塔河及黑河上游流域，體長可達5公分，棲息在底層水域，生活習性不明，可做為觀賞魚。

## 扩展阅读
維基物種上的相關：梅氏兵鯰